# كامارونيس (تشيلي)
كامارونيس، (تشيلي) (بالإسبانية: Camarones, Chile)‏ هي بلدية تقع في تشيلي في أريكا وبارينكوتا. يقدر عدد سكانها بـ 606 نسمة ومساحتها 3,927.0 كم2 وترتفع عن سطح البحر 932 متر.

## أعلام
- والتر أيوفي